# Simonetta Bardi
Simonetta Bardi (Roma, 1928 – Roma, 2007) è stata una pittrice e scrittrice italiana.

## Biografia
Formatasi all'Accademia di Belle Arti di Roma, iniziò l'attività espositiva e nel 1954 si sposò con lo scrittore e sceneggiatore Massimo Franciosa (Il Gattopardo), con il quale instaurò un proficuo sodalizio artistico.
Artista figurativa, trovò forse la sua massima espressione nel disegno monocromatico, che risentiva dell'influenza di Renato Guttuso e Mino Maccari, soprattutto nelle opere anni cinquanta, di taglio realista e intimista.
Fu presente alla Biennale di Venezia nel 1958 e alle Quadriennali romane del 1955-56 e del 1959-60.
Sue opere sono di proprietà del Museo di Roma e dei comuni di Venezia e Farnese, al quale nel 2005 l'artista donò buona parte della sua produzione pittorica per dare vita a una mostra permanente nella sala del Consiglio comunale.
Fu inoltre autrice di poesie, racconti, romanzi, per un totale di ventina di titoli. Collaborò con poesie e disegni a La Fiera Letteraria, Il Popolo, Il Giornale d'Italia e Il vantaggio.

## Opere letterarie
- Finestra sul fiume, premessa di Mino Maccari, disegni dell'autrice; Bardi, Roma 1953
- Il cantiere e la luna, Il raccoglitore, Parma 1958
- Domani è il tempo, Guanda, Parma 1963
- Una parte di me: poesie, con undici disegni dell'autrice, De Luca, Roma 1968
- Il gatto a sette riflessi, illustrazioni dell'autrice, A. Longo, Ravenna 1969
- Parole fra noi, presentazione di Alberto Bevilacqua], C. Bestetti, Roma 1972
- Il gatto re, illustrazioni dell'autrice, Il Piccolo Torchio, Novara 2000
- L'hotel dei fantasmi e altri racconti, Tracce, Pescara 2000
- Controluce, Pagine, Roma 2001
- Favoletta di Natale: La Peste, l'Angioletto e la Stella, Anthiās, Roma 2002
- Sguardi nel tempo, [S.l.] : Anthias, stampa 2002
- Qualcosa di strano: racconti, Ed. Tracce, Pescara 2004
- Storie di alberi e di alberelli, Il piccolo torchio, Novara 2004
- Nerino, libraio pazzerello, Anthias, Roma 2005